# Syndrome
Pour les articles homonymes, voir syndrome (homonymie).

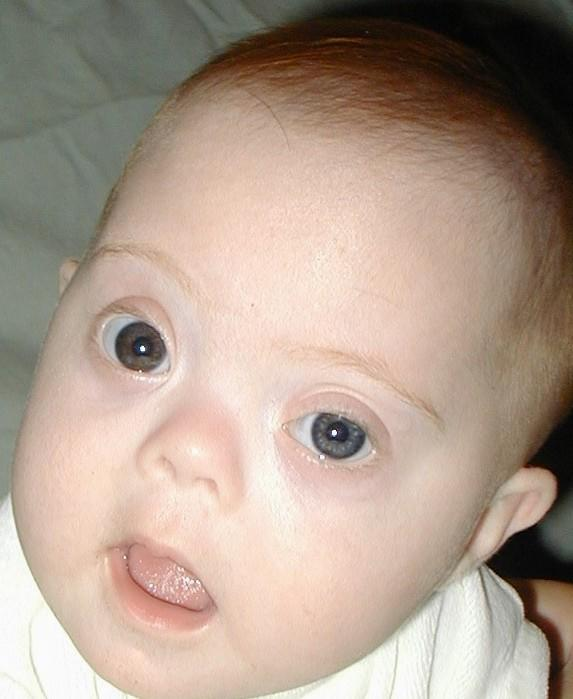
Jeune enfant présentant des caractéristiques faciales symptomatiques du syndrome de Down

Un syndrome est un ensemble de symptômes (de signes cliniques) qu'un patient est susceptible de présenter simultanément lors de certaines maladies, ou bien dans des circonstances cliniques d'écart à la norme pas nécessairement pathologiques.
Le terme est issu du grec ancien, composé de sun (avec) et dromos (course) — ce qui en fait l'équivalent du moderne « concours » (dans le sens de « concours de circonstances ») qui, pour sa part, est dérivé du latin. Étymologiquement, syndrome signifie donc « conjonction » ou « réunion d'éléments distincts ».

## Exemples
Dans l'exemple suivant, on voit que l'association céphalée + vomissements + raideur de la nuque + photophobie constitue un syndrome méningé traduisant l'irritation des méninges (plus précisément l'inflammation de l’espace sous-arachnoïdien). Le médecin pratique alors une ponction du liquide céphalo-rachidien qui va l'orienter vers la maladie en cause : hémorragie méningée si le liquide contient du sang, méningite purulente si le liquide est trouble, etc.
| Symptômes        | Syndrome                                     | Maladies             |
| ---------------- | -------------------------------------------- | -------------------- |
| Céphalée         | Syndrome méningé (inflammation des méninges) | Hémorragie méningée  |
| Vomissements     | Syndrome méningé (inflammation des méninges) | Méningite virale     |
| Raideur méningée | Syndrome méningé (inflammation des méninges) | Méningite purulente  |
| Photophobie      | Syndrome méningé (inflammation des méninges) | Tuberculose méningée |

De nombreux syndromes sont ainsi décrits en médecine, par exemple :

### EnORL
- syndrome du choc acoustique
- syndrome de déhiscence du canal semi-circulaire supérieur
- syndrome tonique du muscle tenseur du tympan
- syndrome du nez vide
- syndrome de Widal

### En dermatologie
- Syndrome de Lyell
- Syndrome de Stevens-Johnson

### En hépato-gastro-entérologie
- Syndrome de l'intestin irritable (SII), également nommé « côlon irritable » ou « troubles fonctionnels intestinaux »
- Syndrome de malabsorption
- Syndrome de Plummer-Vinson
- Syndrome de prolifération bactérienne de l'intestin grêle
- Syndrome de Zollinger-Ellison
- Syndrome de Boerhaave

### En hématologie
Voir aussi : Catégorie:Syndrome en hématologie
- Syndrome d'Evans
- Syndrome de Felty
- Syndrome d'hyperviscosité
- Syndrome neuro-anémique

### En génétique
- Syndrome de Bloom
- Syndrome de Down
- Syndrome de Marfan
- Syndrome de Prader-Willi
- Syndrome de Williams Beuren

### En maladies infectieuses
- Syndrome grippal
- Syndrome inflammatoire
- Syndrome de Fitz-Hugh-Curtis
- SIDA

### En néphrologie
- Syndrome néphrotique

### En neurologie
Voir aussi : Syndrome neurologique
- Syndrome d'Asperger
- Syndrome de l'accent étranger
- Syndrome de Balint
- Syndrome de Brown-Séquard
- Syndrome extrapyramidal
- Syndrome cérébelleux
- Syndrome de Claude Bernard-Horner
- Syndrome confusionnel
- Syndrome douloureux régional complexe
- Syndrome d'enfermement
- Syndrome fibromyalgie
- Syndrome frontal
- Syndrome de Guillain-Barré
- Syndrome des jambes sans repos
- Syndrome de Korsakoff
- Syndrome de la main étrangère
- Syndrome méningé
- Syndrome de Morton
- Syndromes neurologiques paranéoplasiques
- Syndrome post-commotionnel
- Syndrome pyramidal
- Syndrome de la queue de cheval
- Syndrome de Rett
- Syndrome de tête de poupée Bobble ou BHDS Bobble-head doll syndrome (en)
- Syndrome vestibulaire
- Syndrome de Wallenberg
- Syndrome de West
- Syndrome de Gilles de La Tourette

### En obstétrique
- HELLP syndrome
- Syndrome de Lacomme

### En pneumologie
- Syndrome alvéolaire
- Syndrome d'apnées du sommeil
- Syndrome de détresse respiratoire aiguë
- Syndrome d'Erasmus
- Syndrome de Heerfordt
- Syndrome de Löfgren
- Syndrome ventilatoire obstructif
- Syndrome restrictif
- Syndrome de condensation
- Syndrome d'épanchement liquidien de la grande cavité pleurale
- Syndrome d'épanchement gazeux de la cavité pleurale

### En psychiatrie
- Syndrome de Münchhausen par procuration (SMPP)
- Syndrome de Benjamin
- Syndrome de Cotard
- Syndrome de Diogène
- Syndrome délirant
- Syndrome dissociatif
- Syndrome malin des neuroleptiques
- Syndrome de Münchausen
- Syndrome de Skoumine

### En psychologie
- Syndrome d'épuisement professionnel
- Syndrome d'aliénation parentale.
- Syndrome de l'imposteur
- Syndrome de Lima
- Syndrome de Paris
- Syndrome de Peter Pan
- Syndrome de Stockholm
- Syndrome de Stendhal
- Syndrome de Jérusalem

### En rhumatologie
Voir aussi : Catégorie:Syndrome en rhumatologie
- Syndrome de Fiessinger-Leroy-Reiter
- Syndrome de Cyriax
- Syndrome rotulien

### En urologie
Voir aussi : Catégorie:Syndrome en urologie
- Syndrome de dysgénésie testiculaire ou TDS
- Syndrome irritatif
- Syndrome obstructif urinaire

### En cardiologie
Voir aussi Catégorie:Syndrome en cardiologie
Voir aussi Catégorie:Trouble du rythme cardiaque
- Syndrome de Brugada
- Syndrome de Roemheld
- Syndrome de Skoumine
- Syndrome de la veine cave supérieure

### En endocrinologie
- Syndrome de Kallmann ou Syndrome de Kallmann-Morsier
- Syndrome de Turner
- Syndrome de Stein-Leventhal ou Syndrome des ovaires polykystiques

### Douleurs diverses
- Mastodynie
- Fibromyalgie
- Syndrome de Means

## Autre usage du mot syndrome
Un certain nombre de maladies sont dénommées « syndrome » en général pour des raisons historiques, lorsque des médecins avaient découvert une association de symptômes à laquelle ils avaient donné un nom avant que l'étiologie et la physiopathologie n'en soient déterminées, comme c'est le cas par exemple pour :
- syndrome de dysgénésie testiculaire ;
- syndrome d'immunodéficience acquise (sida), ou pour de nombreuses maladies génétiques dont la cause a été depuis identifiée ;
- syndrome métabolique.

Avec le temps, certains syndromes sont ainsi devenus des maladies mais ont conservé leur nom d'origine :
- syndrome émergent ;
- syndrome d'irradiation aiguë ;
- syndrome de Miller-Fisher ;
- syndromes myasthéniques congénitaux ;
- syndrome myélodysplasique ;
- syndrome myéloprolifératif ;
- syndrome polyalgique idiopathique diffus (fibromyalgie) (qui n'est toutefois considéré en France que comme un syndrome).